# 森荘已池
森 荘已池（もり そういち、1907年〈明治40年〉5月3日 - 1999年〈平成11年〉3月13日）は、日本の作家。
岩手県盛岡市出身。本名：森 佐一（もり さいち）。旧制盛岡中学（現岩手県立盛岡第一高等学校）、東京外国語学校（現東京外国語大学）ロシア語科中退。岩手日報記者をへて、文筆業へ。岩手県在住で最初の直木賞作家。宮沢賢治と深い親交があり、賢治作品や賢治に関する文章を多く残している。
妹の夫である大村次信（写真家大村次郷、考古学者大村幸弘の父）は、盛岡藩で火業師（砲術師）をつとめ、エトロフ島事件に遭遇しロシア人の捕虜となった大村治五平の子孫にあたる。その縁から、大村家で門外不出の書として伝えられていた治五平の手記『私残記』を託され、1943年6月に現代語訳と解説をつけて大和書店より翻刻出版した。この初版は、当時の出版事情から発行部数は2000部にとどまり、重版もされなかったが、1977年に中公文庫で再刊された（1991年に復刊）。

## 賞・候補歴
- 1940年 - 『店頭』で芥川賞候補。
- 1943年 - 『山畠』『蛾と笹舟』で第18回直木賞受賞。
- 1994年 - 第4回宮沢賢治賞受賞。

## 著書
- 『店頭』三芸書房、1940年。
- 『宮沢賢治』小学館、1943年。
- 『私残記 大村治五平に拠るエトロフ島事件』大和書店、1943年。
  - 中央公論社〈中公文庫〉、1977年、復刊1991年。
- 『山師 小説集』新紀元社、1947年。
山畠、蛾と笹舟 ほか
- 『沙漠の秘密 スブエン・ヘデイン博士物語』新岩手社、1948年。
- 『菩薩行のひと』自然療養社〈療養叢書〉、1948年。
- 『宮沢賢治と三人の女性』人文書房、1949年。
- 『雨ニモマケズ 宮沢賢治物語』小峰書店、1956年。吉井忠 絵、児童向け
- 『野の教師 宮沢賢治』普通社、1960年。新書判
  - 日本図書センター〈近代作家研究叢書〉、1990年。復刻単行判
- 『土が産んだ宇宙思想 宮沢賢治『農民芸術概論』解説』中央新聞出版部、1971年。
- 『宮沢賢治の肖像』津軽書房、1974年。
- 『宮沢賢治　母と子の世界の伝記』集英社、1976年。児童向け
- 『下山清ノート 四重苦の放浪歌人』翠楊社〈郷土の研究〉、1979年3月。編著
- 『宮沢賢治ふれあいの人々 森荘已池ノート』熊谷印刷出版部、1988年10月。文庫判
  - 『森荘已池ノート』盛岡出版コミュニティー〈もりおか文庫〉、2016年8月。増補版
- 『私たちの詩人 宮沢賢治』熊谷印刷出版部、1994年4月。
- 『浅岸村の鼠』未知谷、2002年10月。
- 『カエルの学校』未知谷、2003年3月。
- 『山村食料記録 詩集』未知谷、2003年11月。
- 『宮沢賢治歌集』未知谷、2005年12月。校註